# 大西武志
大西 武志（おおにし たけし、1968年11月1日 - ）は、日本の俳優。東京都北区出身。血液型O型。ザズウ所属。

## 出演

### 映画
1999年
- ドリームメーカー （菅原浩志監督）
- 菊次郎の夏 （北野武監督）- 旅の途中で出会う人達 役

2000年
- ホワイトアウト （若松節朗監督）

2001年
- ゴジラ・モスラ・キングギドラ 大怪獣総攻撃 （金子修介監督）
- BROTHER （北野武監督）- やくざの若衆 役
- EKOEKO AZARAK（鈴木浩介監督）- TVスタッフ 役

2002年
- 修羅の群れ （辻裕之監督）- モロッコの辰の舎弟 役
- ナースのお仕事ザ・ムービー （両沢和幸監督）- 狙撃手 役
- Dolls （北野武監督）- 親分の運転手 役

2003年
- 座頭市 (2003年の映画) （北野武監督）- 冒頭で味方の腕を切るやくざ 役
- KEEP ON ROCKIN'（両沢和幸監督）- 漁師の真（まこと）役

2004年
- 援助交際撲滅運動 地獄変 （鈴木浩介監督）- 変態達が集まるホテルのスタッフ 役
- 飼育の部屋 連鎖する種（横井健司監督）- 刑事 役
- HEAT -灼熱- （横井健司監督）
- ロスト・マイ・ウェイ（古澤健監督）

2005年
- スクラップ・ヘブン （李相日監督）- 職員 役
- TAKESHI'S （北野武監督）- 楽屋の役者 役

2006年
- 日掛け金融地獄伝 こまねずみ常次朗 （鈴木浩介監督）- 闇金屋 役
- ピーナッツ （内村光良監督）- 商店街の店主 役

2007年
- 悪党ジョーカー（室賀厚監督）- ラッツ 役
- スキヤキ・ウエスタン ジャンゴ （三池崇史監督）- リッチの手下 役
- 観察 永遠に君をみつめて（横井健司監督）- 皆本保 役
- 監督・ばんざい! （北野武監督）- サラ金の男 役

2008年
- クライマーズ・ハイ （原田眞人監督）- 警察署長 役
- 接吻 （万田邦敏監督）- 井上治 役
- 僕の彼女はサイボーグ （クァク・ジェヨン監督）- トラックの運転手 役
- 髪がかり （河崎実監督）- スーパーバイザー 役
- ALLDAYS 二丁目の朝日 （村上賢司監督）- やくざの五郎 役
- The ショートフィルムズ/みんな、はじめはコドモだった「タガタメ 」（李相日監督）- 医師 役
- アキレスと亀 （北野武監督）- 事故現場を通る通行人 役

2009年
- STOP THE BIYCH CAMPAIGN 援助交際撲滅運動（鈴木浩介監督）- 西島 役
- タクミくんシリーズ2 虹色の硝子（横井健司監督）- 松本先生 役
- BABY BABY BABY! -ベイビィ ベイビィ ベイビィ- （両沢和幸監督）- 日比野武夫 役

2010年
- やくざハンター（中平一史監督）- 武田 役
- 昆虫探偵ヨシダヨシミ（佐藤左吉監督）- 木場刑事 役

2011年
- 犬とあなたの物語 いぬのえいが （バニラのかけら）（江藤尚志監督）- 獣医 役
- アンフェア the answer （佐藤嗣麻子監督）- 所轄刑事 役

2013年
- 俺たちの明日 （中島良監督）- 男性客 役
- 貞子3D2 （英 勉監督）- 垣内貢 役

2014年
- 想いのこし （彼女との上手な別れ方）（平川雄一朗監督）- 消防署員 役
- 紙の月 （吉田大八監督）- 内藤業務課長 役
- 寄生獣 （山崎貴監督）- 警視庁 水上 役

2016年
- 秘密（大友啓史監督）- 木下弁護士 役
- ミュージアム（大友啓史監督）

2018年
- クソ野郎と美しき世界 エピソード3 光へ、航る（太田光監督）- 石橋医師 役
- 蚤取り侍 （鶴橋康夫監督）- 忠助 役

2021年
- るろうに剣心 最終章 The Beginning （大友啓史監督）- 古高俊太郎 役

2023年
- みんな生きている～二つ目の誕生日～ [2]（両沢和幸監督）- 黒沢 役

2024年
- かくしごと（関根光才監督）-医師 役

2025年
- フロントライン（関根光才監督）

### テレビドラマ
1999年
- 連続ドラマ
  - こいまち 第7話 秋田県阿仁町編 失恋ツアー・ぶなの森に抱かれて（CX 水島聡監督）- 村の青年団 役

2001年
- スペシャルドラマ
  - 世にも奇妙な物語 SMAPの特別編 「13番目の客」（CX 落合正幸監督）- 新田有紀夫 役

2002年
- はぐれ刑事純情派第15シリーズ 第20話 （ANB 岡屋龍一監督）- 土屋裕一 役
- ウルトラマンコスモス 統合防衛軍 （TBS 市野龍一監督）
- ヨイショの男 第11話 （TBS 金子文紀監督）
- 仮面ライダー龍騎 第6話（ANB 長石多加男監督）- 刑事 役
- ケータイ刑事 銭形愛 第6話 （鈴木浩介監督 BS-i ）
- 世にも奇妙な物語 2002年春の特別編 「トカゲのしっぽ」（CX 星護監督）
- 人にやさしく 第1話 （CX 澤田鎌作監督）

2003年
- 連続テレビ小説
  - こころ （NHK 真鍋斎・小松隆監督）- 堀田正 役
- 月曜ミステリー劇場 （TBS）
  - 「宗像教授の伝奇考 2」（2003年、本橋圭太監督）- 福岡県警の刑事 役
  - ムコ入り刑事 高山家・明の事件ファイル 1 （2003年、塚本連平監督）
  - 示談交渉人甚内たま子裏ファイル （本橋圭太監督）- 刑事 役
    - 「3 交通事故で死んだ兄に保険金ゼロ!? 加害者の車は無保険だった…あたり屋と仕組んだ罠を暴け」（2004年1月19日）
    - 「4 目撃者ゼロ!? 真夜中の事故は不倫心中か…手がかりは赤い交差点に! 豪快たま子が真実に迫る」（2005年2月7日）
- 連続ドラマ
  - 元カレ （TBS）- 和菓子職人 役
- ドラマW
  - 「コスメティック」（WOWOW 下山天監督）
- 土曜ワイド劇場 - テレビ朝日
  - 火災調査官・紅蓮次郎 （岡本弘監督）- 石橋刑事 役
    - 「1 炎の複合連続殺人!遠隔操作トリック7kmの謎」（2003年1月25日）
    - 「2 放火現場に残された2種類の灯油の謎!」（2003年6月7日）
    - 「3 消防官失格!? 密室連続出火の謎…」（2004年2月14日）
    - 「4 2/9の模型があばく! 14年間燃え続けた関係」（2004年10月9日）
    - 「6 空飛ぶローソクの謎と消えない花火トリック」（2006年4月22日）
    - 「7 全焼のアパートから赤ん坊が消えた! 1/4の殺人トリック!」（2007年1月13日）
    - 「8 家を間違えて放火した女! 突然発火した庭の土?」（2008年1月26日）
    - 「9 雨が燃やす紫の炎!! 火の海から女マジシャンを救え!!」（2009年4月25日）
    - 「10 乳母車が突然炎上! キャベツと黒焦げの中の白い足跡 秘密の関係…真犯人と超科学トリック対決!」（2010年2月13日）
    - 「11 消防 VS 鑑識 プロフェッショナルな真犯人とは!? 二度焼かれた死体 燃えないガソリンの謎!?」（2010年11月20日）
    - 「12 炎の動きが読める!? 放火魔からの挑戦状!」（2012年1月14日）
    - 「13 二度も燃えた家族! V字に焼けた水槽と謎の刺殺死体!? 発火装置は人間? 12年間燃え続けた炎」（2012年11月10日）
    - 「14 元 消防官が謎の焼死!! デパート火災から生還した二人の美女!! 炎に包まれたバルーンがあばく家族を引き裂いた火事の真相!!」（2014年1月25日）
    - 「15 クジラが燃えた!! 炎に消えた二つの命!! クリスマスツリー突然発火の秘密!!」（2015年6月6日）

  - 「殺人予告」（2011年、土方政人監督）- 手塚勇 役
  - 愛と死の境界線 （2011年、松本明監督）- 警察官 役

2004年
- 連続ドラマ
  - ケータイ刑事 銭形泪 第3話（BS-i 鈴木浩介監督）
- 連続ドラマ
  - DOLL HOUSE （TBS 両沢和幸 石井康晴 加藤新監督）- レギュラー・テツヤ 役
- 金曜エンタテイメント
  - 離婚カウンセラー轟祥子（CX）- 弁護士 役
- 女と愛とミステリー
  - 「警視庁・樋口警部補 2 リオ〜水曜日の殺人者」（TX 松原信吾監督）- 木村巡査部長 役
- 金曜ナイトドラマ
  - ああ探偵事務所 （EX 今井和久監督）- 井上巡査 役

2005年
- ショートフィルム道
  - 佐藤四姉妹 第2回「誘拐」（BS-i 寺十吾監督）- 佐々岡 役
- 連続ドラマ
  - 不機嫌なジーン （CX 澤田鎌作監督）- 記者 役
- スペシャルドラマ
  - ハウル・宮崎駿特集（NTV ）- サラリーマン 役
- 連続ドラマ
  - 幸せになりたい! （TBS 両沢和幸監督） - レギュラー・照明部・宮さん 役
- 踊るレジェンドドラマ
  - 逃亡者 木島丈一郎 （CX）- 青森県警刑事 役

2006年
- DRAMA COMPLEX
  - らんぼう 第1弾（NTV 一倉治雄監督）- 刑事 役
- ドラマコンプレックス
  - 59番目のプロポーズ （NTV 片岡K監督）- 生方涼子の夫 役
- 連続ドラマ
  - 嫌われ松子の一生 （TBS 堀英樹監督）- 若頭 役
- 連続ドラマ
  - 小早川伸木の恋 （CX 武内英樹監督）- 準レギュラー・同僚医師 役
- アンフェア the special
  - コード・ブレーキング〜暗号解読 （CX）- 刑事 役
- 金曜ナイトドラマ
  - 時効警察 第3話（ANB 岩松了監督）- 町田拓二 役
- 木曜ドラマ
  - 松本清張 けものみち 第8話（EX 松田秀治監督）- 刑事 役
- 連続ドラマ
  - 警視庁捜査一課9係 第2話（EX）- やくざの幹部 役

2007年
- 金曜プレステージ （フジテレビ）
  - 悪魔が来りて笛を吹く （2007年）- 警察官 役
  - 警部補・佐々木丈太郎 3（2011年、鈴木浩介監督）- 矢島修一 役
  - 医療捜査官 財前一二三 3（2012年 麻生学監督）- 神崎博 役
- 探偵学園Q 第7話（NTV 位部将人監督）- 屈強な男 役
- 金曜ナイトドラマ
  - モップガール 第1話（EX 片岡修監督）- 田原先生 役
- ケータイ刑事 銭形海 第6話（BS-i 鈴木浩介監督）- 磯川晋平 役

2008年
- 女子大生会計士の事件簿 第10話（BS-i 三原光尋監督）- 今川斎 役
- 東京少女 - 福永マリカ 第1話（BS-i 若松孝二監督）- 田口店長 役

2009年
- 月曜ゴールデン
  - 駅弁刑事・神保徳之助 3（TBS 上野貴広監督）- 刑事A 役
- ゴッドハンド輝 第3話（TBS 塚本連平監督）- 野球部の監督 役
- 連続ドラマW
  - 空飛ぶタイヤ 第1話・第2話・第3話（WOWOW 麻生学監督 鈴木浩介監督）- 高島泰典 役
- ドラマW
  - 「人間動物園」（WOWOW 田中誠監督）- 記者 役
- 東京少女「ユ・ソルア」 第4話（BS-i 安藤尋監督）- 中尾広樹 役
- こいさく（恋作）する女（KTV 阿部雅和監督）- 中田 役
- 登龍門 TOKYO本音モデルズ （CX 松木創監督）- レコード会社社員 役

2010年
- 連続ドラマ
  - 三代目明智小五郎〜今日も明智が殺される〜 第1話（TBS 竹園元監督）- サラリーマン 役
- 土8ドラマ
  - ハンマーセッション 第5話（TBS 麻生学監督）- キャバクラの店員 役
- 連続ドラマW
  - マークスの山 （WOWOW 水谷俊之監督 鈴木浩介監督）- 寺島 忠 役
- 連続ドラマ
  - 幻夜 第4話（WOWOW 麻生学監督）- 所轄刑事 役

2011年
- ドラマW
  - 再生巨流 （WOWOW 鈴木浩介監督）- 研修所教官 稲泉 役
- 木曜ドラマ9
  - ランナウェイ〜愛する君のために 第6話（TBS 堀英樹監督）- 加賀美瞬の父親 役

2012年
- フライデードラマNEO
  - 白戸修の事件簿 第1話・第2話（TBS 鈴木浩介、松田礼人監督）- 桑田政志 役
- 月曜ゴールデン
  - 「警視・深町征爾 狼は天使の匂い」（TBS 村田忍監督）- 上杉 役
- 連続ドラマW
  - 推定有罪 （WOWOW 鈴木浩介監督）- 辰巳 役
- 木曜ドラマ
  - ナサケの女 〜国税局査察官〜（EX 田村直己監督）- 漁師 役
- 連続ドラマW
  - 罪と罰（麻生学監督 WOWOW）- 石和刑事 役
- 連続ドラマ
  - 孤独のグルメ Season2 第6話（11月14日、テレビ東京）- 新しい常連客 役

- スペシャルドラマ
  - 黄金を抱いて翔べ（BeeTV 滝本憲吾監督）- ルカの父 役

- 連続ドラマW
  - 「天の方舟」第1話（WOWOW 麻生学監督) - ANGEの店長 役

2013年
- テレビ朝日開局55周年記念 黒澤明ドラマスペシャル
  - 「野良犬」（EX 鶴橋康夫監督）- 辻浩市 役
- 月曜ミステリーシアター
  - 確証〜警視庁捜査3課 第5話・第6話（TBS 竹村謙太郎監督）- 遠藤悠一 役
- 木曜ドラマ9
  - 「あぽやん」 (TBS 鈴木浩介監督) - 捜査官 役
- プレミアムドラマ
  - 「人生成り行き」 (NHK-BS 茂原雄二監督) - 新聞記者 役
- フジテレビ開局55周年特別番組
  - 松本清張スペシャル・顔 （フジテレビ 澤田鎌作監督）- 矢澤憲太郎 役
- 水曜ミステリー9
  - 嘘の証明 犯罪心理分析官・梶原圭子3（TV東京 鈴木浩介監督）- 白川博明 役
- 月曜ミステリーシアター
  - 「刑事のまなざし」第3話（TBS 竹村謙太郎）- 北嶋秀樹 役

2014年
- 日曜劇場
  - ルーズヴェルト・ゲーム 第6話・第8話・第9話（TBS 福澤克雄監督）- 矢野真一 役
- 土曜ドラマ
  - 実験刑事トトリ 2（NHK 黒崎博監督）- 鑑識 役
- 連続ドラマW
  - トクソウ 第1話・第2話（WOWOW 河合勇人監督）- 岡部智久 役
- 土曜ドラマ
  - ロング・グットバイ（NHK 堀切園健太郎監督）- 原田平蔵の秘書 役
- 連続ドラマW
  - 東野圭吾「変身」 （WOWOW 永田琴監督）- 松山貴夫 役
- 金曜8時のドラマ
  - マルホの女〜保険犯罪調査員〜 第3話（TX 鈴木浩介監督）- 秘書 役
- 月曜ミステリーシアター
  - ペテロの葬列 第7話（TBS 竹村謙太郎監督）- 岩田真治 役
- 火曜ドラマ
  - 女はそれを許さない 第2話（TBS 竹村謙太郎監督）- 若林慎司 役
- 2夜連続特別ドラマ
  - ナースのお仕事スペシャル・離島編（CX 両沢和幸監督）- 漁労長 大和田 役
- 松本清張 二夜連続ドラマスペシャル 悪女の事件・第一夜
  - 坂道の家（ANB 鶴橋康夫監督）- 杉田新吉 役
- 昼ドラ
  - シンデレラデート（CX）- 奥野刑事 役
- 土曜ドラマ
  - ダークスーツ 第1話・第2話（NHK 伊勢田雅也監督）- ハシバ営業課長 役
- 月曜ゴールデン特別企画
  - 全盲の僕が弁護士になった理由（TBS 鈴木浩介監督）- 鑑識 役
- 月曜ゴールデン
  - 釣り刑事5（TBS 皆川智之監督）- 宮部刑事 役
- 連続ドラマW
  - 罪人の嘘（WOWOW 瀬々敬久監督）- 被害者遺族 高橋健司 役

2015年
- 日曜エンターテインメント
  - クロハ〜機捜の女性捜査官〜 （EX 麻生学監督）- 武田規一 役
- 日曜劇場
  - 天皇の料理番 （TBS 平川雄一朗監督）- 関口 役
- 月曜ゴールデン
  - 伝説の監察医オニグマの事件簿2 (TBS 麻生学監督) - ガールズバー店長 若林恵介 役
- 金曜8時のドラマ
  - 三匹のおっさん2 第3話 (TV東京 白川士監督) - チンピラ 役
- 土曜ワイド劇場
  - ショカツの女10〜新宿西署 刑事課強行犯係 (EX 児玉宜久監督) - 清水敏樹 役
- 月曜ゴールデン
  - 税務調査官・窓際太郎の事件簿 29 （TBS 山﨑康生監督）- 辰巳晋吉 役
- 金曜8時のドラマ
  - 僕らプレイボーイズ 熟年探偵社 (TX) - 辻洋一 役
- 水曜ミステリー9
  - 駐在刑事3 (TX 皆元洋之助監督) - 黒崎直紀 役
- 昼の帯ドラマ
  - 別れたら好きな人 (CX) - 内田恭一 役
- NHKドラマ10
  - デザイナーベイビー(NHK 長沼誠監督) - 特命係 役
- 金曜8時のドラマ
  - 警視庁ゼロ係〜生活安全課なんでも相談室〜 （2016年）- 駒田栄次 役

2016年
- 月曜ドラマ
  - 最上の命医 （TX 麻生学監督）- 八田宣夫 役
- 連続ドラマ
  - 撃てない警官 （WOWOW 長崎俊一監督）- 監察官 内田 役
- 日曜ドラマ
  - ゆとりですがなにか （NTV 水田伸生監督・相沢淳監督）- 朝倉弁護士 役
- 連続ドラマ
  - 「希望ヶ丘の人びと」（WOWOW 深川栄洋監督）- 警察官 役
- ミステリー作家・朝比奈耕作シリーズ
  - 「花咲村の惨劇」（TBS 麻生学監督）- 編集者 安達 役
- 連続ドラマ
  - 「沈まぬ太陽」（WOWOW 鈴木浩介監督）- 整備長 遠山 役
- NHKスペシャル
  - 未解決事件 File.05 ロッキード事件（NHK) - NHK社会部デスク 大原浩蔵 役
- 連続ドラマ
  - 家売るオンナ第9話（NTV 山田信義監督）- 編集者 今泉亮太 役
- 月曜名作劇場
  - 警視庁機動捜査隊216 VI 絶てない鎖（TBS 児玉宜久監督）- 加藤係長 役
- 連続ドラマ
  - 水晶の鼓動 第4話（WOWOW 内片輝監督）- 青山 役
- 金曜ドラマ
  - 砂の塔 第9話（TBS 平野俊一監督）- ストーカー 役
- 連続ドラマ
  - 刑事吉永誠一 涙の事件簿14（テレ東京）- 福原孝治 役

2017年
- 水曜ミステリー9
  - 警視庁特命刑事☆二人2（テレビ東京 渡邊孝好監督）- 沖田勝 役
  - トカゲの女 警視庁特殊犯罪バイク班3（テレ東京）- 中野圭太 役
- 月曜名作劇場
  - 魔性の群像4（TBS）- 草加部利行 役
- 連続ドラマ
  - 銭形警部 第3話（日テレ×WOWOW×Hulu共同制作ドラマ）- 爆弾物処理班隊長 伊達 役
- 金曜ドラマ
  - 下剋上受験 第8話（TBS 吉田秋生監督）- 医師 役
- 連続ドラマ
  - CRISIS 公安機動捜査隊特捜班 第2話（CX 鈴木浩介監督）- ジャーナリスト 古垣伸一郎 役
- 連続ドラマW
  - ヒトヤノトゲ〜獄の棘〜 （WOWOW 平山秀幸監督）- 前橋力 役
- ドラマ10
  - ブランケット・キャッツ 第2話（NHK 大谷太郎監督）- 父親 役
- 連続ドラマ
  - 奥様は、取り扱い注意 （TBS 栗田政明監督）- 島田牧師 役
- 日曜劇場
  - 陸王 第6話（TBS 福澤克雄監督）- 研究員 役
- 土曜ドラマ
  - スニッファー嗅覚捜査官 （NHK 堀切園健太郎監督）- 化粧品会社担当 役

2018年
- 連続ドラマ
  - 記憶 （CSフジONE 平野眞監督）- 三上克彦 役
- 木曜劇場
  - 隣の家族は青く見える （CX 品田俊介監督・高野舞監督）- 課長 役
- 連続ドラマ
  - シグナル 長期未解決事件捜査班 第3話（CX 鈴木浩介監督）- 中島 役
- 金曜8時のドラマ
  - 執事 西園寺の名推理 第3話（テレ東京 東田陽介監督）- 太田 役
- 火曜ドラマ
  - 義母と娘のブルース 第1話（TBS 平川雄一郎監督）- 会社員 役
- 金曜ナイトドラマ
  - dele 最終回（テレビ朝日 常廣丈太監督）- 赤城裕也 役

2019年
- 連続ドラマ
  - ワカコ酒 Season4 第11話（BSテレ東 岩渕崇監督）- 料理人 役
- 連続ドラマW
  - ダイイング・アイ （WOWOW 国本雅広監督）- 警察官 伊藤 役
- ドラマBiz
  - スパイラル〜町工場の奇跡〜 第2話（テレ東 井坂聡監督）- 融資担当 役
- 日曜劇場
  - 集団左遷!! 第4話・第5話（TBS 平川雄一郎監督）- 川島定之 役
- 連続ドラマ
  - 特捜9 -season2- 第10話（テレ朝 鈴木浩介監督）- 橘大輔 役
- 木曜ミステリースペシャル
  - ドクター彦次郎4（テレ朝 吉田啓一郎監督）- 宮脇圭介 役
- 連続ドラマW
  - 絶叫（WOWOW 水田成英監督）- 鈴木康明 役
- プレミアムドラマ
  - おしい刑事 第1話（NHK BSプレミアム 山本大輔監督）- 警視庁上司 役
- 大河ドラマ
  - いだてん〜東京オリムピック噺〜 第29話 - 第31話（NHK）- 日本料理屋店主 役
- Nシリーズ
  - 全裸監督 第8話（ネットフリックス 河合勇人監督）- 副総監 役

- 連続ドラマW
  - 引き抜き屋 ～ヘッドハンターの流儀～ 第3話（WOWOW 西浦正記監督）- 原田 役

- 連続ドラマ
  - TWO WEEKS 第9話（CX 本橋圭太監督）- 警察幹部 役
- よるドラ
  - 決してマネしないでください。 第4話（NHK 長尾楽監督）- 教授B 役

2020年
- オトナの土ドラ
  - 悪魔の弁護人 御子柴礼司 第7話・第8話（CX 稲葉正宏監督）- 友原行彦 役
- ネットTV
  - 連続殺人鬼カエル男 第5話（U-NEXT 熊澤尚人監督）- 衛藤和義 役
- 月曜プレミア8
  - 越境捜査 （テレ東 児玉宜久監督）- 片山忠嗣 役（松木派）
- ドラマSP
  - 白日の鴉2（テレ朝 土方政人監督）- 鴨下勝彦 役
- 連続ドラマW
  - 鉄の骨 （WOWOW 鈴木浩介監督）- 笠木 役
- ドラマスペシャル
  - 家栽の人 （テレ朝 猪原達三監督）- 河瀬龍一弁護士 役
- 月曜プレミア8
  - 嫌われ監察官 音無一六 炎上の裏の真実（テレビ東京 倉貫健二郎監督）- 小杉徹監察官 役
- 金曜8時のドラマ
  - 記憶捜査2～新宿東署事件ファイル～ 第5話（テレビ東京 塚本連平監督）- 笠井由紀夫 役

2021年
- 新春ドラマ
  - 星になりたかった君と （日テレ 薮内省吾監督）- 鷹見真二 役
- 連続ドラマW
  - トッカイ～不良債権特別回収部～ 第5話（WOWOW 村谷嘉則監督）- 刑事 役
- 金曜ナイトドラマ
  - 24 JAPAN 第20話・第21話（テレ朝 鈴木浩介監督）- 岩片烈次郎 役
- 日曜劇場
  - TOKYO MER〜走る緊急救命室〜 第3話（TBS 平野俊一監督）- 特殊犯罪対策官 役
- ドラマスペシャル
  - 家裁の人2（テレ朝 猪原達三監督）- 河瀬龍一弁護士 役
- 月曜プレミア8
  - 横山秀夫サスペンス第三の時効 （テレビ東京 朝烏ツワ子監督）- 植草俊之 役
- 連続ドラマW
  - 密告はうたう 警視庁監察ファイル 第3話・第5話（2021年9月5日・9月19日 WOWOW）- 免許課長 役

2022年
- 土曜ドラマ9
  - 婚活探偵 第4話（2022年1月29日、BSテレ東）- 御木本慎也 役
- WOWOWオリジナルドラマ
  - ヒル （2022年3月 - ）- 安倍康店長 役

2023年
- 金曜8時のドラマ
  - 今野敏サスペンス 機捜235×強行犯係 樋口顕 [3]（U-NEXT 川口浩史監督）- 内田 役
- 日曜劇場
  - VIVANT 第8話 （TBS 福澤克雄監督）- 面接官 役

2024年
- オシドラサタデー
  - 恋する警護24時 第5話・第6話・第9話 （テレ朝 鈴木浩介監督）- 刑事 役
- 日曜劇場
  - アンチヒーロー 第5話（TBS）- 裁判長 役
- STAR ORIGINAL
  - 七夕の国 （ディズニープラス、瀧悠輔・佐野隆英・川井隼人）- 丸川町の町民 役
- 月曜プレミア8
  - 大川と小川の休日操作（テレ東 松本佳奈監督）- 山梨県警刑事 役
- WOWOW×テレビ東京 共同製作連続ドラマ
  - ダブルチート 偽りの警官 Season2 第5話 - 最終話（7月27日 - 8月17日、WOWOW・テレビ東京、河野圭太監督）- 廣瀬兼光 役

2025年
- 火ドラ・イレブン
  - 御曹司に恋はムズすぎる（関西テレビ） - 草壁雅也 役
- 金曜ドラマ
  - DOPE 麻薬取締部特捜課 第5話（8月1日、TBS 鈴木浩介監督） - スーパーの店長・今西 役
- 最後の鑑定人 第5話（8月6日、フジテレビ） - 藤田捜査一課長 役

### オリジナルビデオ
2025年
- 日本統一　第65話・第66話（辻裕之監督）-望月敬造 役

### Vシネマ
- Dジャッジ（宮坂武監督） - 若衆 役
- 首領の女2・3（2002年、辻裕之監督）- 坂口組藤堂組桐野組若衆 杉原良範 役
- 実録・最後の愚連隊（2002年）- 林一派 役
- 最後の愚連隊（横井健司監督）- 若衆 役
- ボンノ（辻裕之監督）- 若衆 役
- 実録・沖縄やくざ戦争いくさ世30年 vol 1・2・3（OZAWA監督）- 上原秀吉 役
- 柳川組外伝（辻裕之監督）- 若衆 役
- 北海水滸伝（光石冨士朗監督）- 若衆 役
- 極道血風録2（辻裕之監督）- 坪内 役
- 修羅場の侠たち（辻裕之監督）- 植山登喜雄 役
- ビジネスマン必勝講座 ヤクザに学ぶ交渉術（佃謙介監督）- 幹部 役
- ビジネスマン必勝講座 ヤクザに学ぶ指導力（山村淳史監督）- B組幹部 役
- ビジネスマン必勝講座 ヤクザに学ぶカリスマ性（山村淳史監督）- 幹部B 役
- 横浜暗黒街（大塚祐吉監督）- 若衆 役
- 大阪やくざ戦争 誤爆の代償（2007年、辻裕之監督）- 山賀組系坂戸組幹部 役
- 平成清水一家（2007年、辻裕之監督）- 坂東睦生 役（大前田総裁の秘書）
- 修羅の妻たち 鉄砲玉の女（辻裕之監督）- 平本和雄 役
- 実録・無敵道 完結編（2008年、辻裕之監督）- 不動産屋の従業員 役
- 毒蟲VS溝鼠（横井健司監督）- 小田智昭 役
- くれないの盃（辻裕之監督）- 鎌田照広 役
- 鳳 1（2009年、辻裕之監督）- 天地会吉川組組長 吉川元信 役（天地会十人衆）
- 実録・悪漢 完結編（2009年、山村淳史監督）- 水上組組長 水上一彰 役（後の三代目山路組若頭補佐）
- 桜塚やっくんの宇宙大戦争（2010年、辻裕之監督）- 北斗健汰 役
- 外道坊2 （2011年、辻裕之監督）- 城湾警察署 刑事 藤井 役
- 修羅の花道2（2012年）- 猪上信彦 役（後の稲村会横須賀一家 猪上組初代組長）
- 許されざる者（2012年）
- 組長強奪計画（2013年、OZAWA監督）- CLUB 役

### 舞台
2010年
- 二人芝居
  - 10年目のロックスター（両沢和幸 脚本 演出）- ケンジ 役

### 配信ドラマ
2022年
- 君と世界が終わる日に Season3（菅原伸太郎監督 Hulu ）- 永瀬克彦 役[4]

### ラジオドラマ
2017年
- ピンザの島（小島史敬監督 NHK）- 平野ムツオ 役

### 音楽ビデオ
2025年
- サカナクション「怪獣」- 催眠術師 役

### テレビCM
2003年
- 三井住友銀行
- アサヒスーパードライ
- キリン一番搾り - オンタマ・クンタマ編

2005年
- NTT西日本 - 故郷に電話をかける男
- 大洋薬品（現・武田テバファーマ ）- 薬を受け取る男 役

2006年
- 全国保証 - 父親 役

2007年
- エステー化学 - タクシードライバー編

2008年
- キリン秋味 - 小料理屋の主人 役

2009年
- ベネッセ - 父親 役
- 東京スター銀行

2014年
- 日本生命 （タナダユキ監督）- 父親 役

2015年
- ミサワホーム - 父親 役

2018年
- 出光 - NEXT IDEMITSU! 父の仕事編（田中嗣久監督）- 父親 役

2021年
- OBC奉行クラウド　- 部長 役